# Menara Telekom
Menara Telekom (ook wel 'Menara TM') is een kantoorgebouw in Kuala Lumpur dat als het hoofdkantoor van Telekom Malaysia fungeert. Het gebouw is ruim 310 meter hoog en de vorm moet een bamboestengel representeren. Het staat naast de belangrijkste snelweg, de Lebuhraya Persekutuan, de Sprint Expressway en Jalan Pantai Baru. Ook bevindt het Rapid KL Kerinchi LRT metrostation zich dicht bij Menara Telekom. Het architectenbureau HKA ontwierp het gebouw, de constructie vond plaats tussen 1998 en 2001 door PECD Berhad.
In het complex is ook een theater te vinden dat plaats biedt aan ruim 2500 toeschouwers, een grote gebedsruimte (sarau) en een sportcomplex. Een unieke eigenschap van het gebouw is dat het 22 tuinen bevat, om de 3 verdiepingen een zogenaamde 'skygarden'. De kantoorverdiepingen zijn opgesplitst in de noord- en zuidvleugels die te bereiken zijn via dubbeldeks liften.
Naast het gebouw staat de Kerinchi Pylon, de hoogste hoogspanningsmast in Maleisië en Zuidoost-Azië.
Enkele bekende huurders die gevestigd zijn tussen de 16de en 55ste verdieping: DaimlerChrysler, Hapag-Lloyd, Unilever, Henkel Malaysia, Penerbangan Malaysia Berhad, Takaful Nasional.